# 圣约安·若索斯
圣约安·若索斯（烏克蘭語：Йоан Руський，1690年—1730年6月9日）是东正教最知名的圣人之一。他作为战俘和奴隶，服侍土耳其的一位长官。他变得出名，甚至他的穆斯林主人也因他的谦逊、忠于信仰和仁爱而尊敬他。他的圣髑没有朽坏，据说还施行神迹，特别是帮助生病的孩子和癌症患者。

## 生平
圣约安·若索斯于1690年出生在乌克兰。达到入伍年龄的时候，他被征召加入彼得大帝的军队，参加第三次俄土战争（1710–1711年）。他在战争中被俘，卖给土耳其骑兵军官为奴。他拒绝改信伊斯兰教，因此受到土耳其人的侮辱和折磨，他们称他为“异教徒” 。但随着时间的推移，嘲弄因圣约安的信仰，谦逊和勤奋而停止，他赢得了主人全家的尊重和信任，要让他自由，给他一间房子。但他拒绝了，说：“我的主注定我在异国为奴；为我的拯救似乎必须如此。”仍然住在马厩。
在白天约安勤奋工作，当夜幕降临时，他经常秘密前往圣乔治洞穴教堂，进行彻夜祈祷。每个星期六他领受圣餐。不久，这位长官成为于尔居普最为富有和最有权势的人。他认为这是由于圣人住在家中的缘故。在长官朝觐时，他的妻子宴请亲戚朋友共进晚餐。约安施行神迹，将长官最爱吃的抓饭神奇的送到麦加。发生神迹的消息迅速传开，每个人，甚至是穆斯林都开始称他为“圣人” 。圣约安·若索斯死于1730年6月9日，死前领受了神父藏在苹果内带来的圣餐。

## 崇敬
圣约安的圣髑放置在希腊优卑亚岛Prokopi的圣约安·若索斯教堂，右手是在阿索斯山的圣Panteleimon修道院。莫斯科大牧首阿列克谢二世在2003-2004年祝圣了莫斯科Kuntsevo区小型木制的圣约安·若索斯教堂。俄罗斯新西伯利亚圣母堂的小堂也供奉圣约安·若索斯，在芬兰 Viljakkala也有一座私人木制小教堂。